# Alfred Tarski
Alfred Tarski (n. 14 ianuarie 1902, Varșovia – d. 26 octombrie 1983 Berkeley, California) a fost un logician, filozof al limbajului și matematician polonez-american. A fost un membru în perioada interbelică a Școlii de matematică de la Varșovia, după 1939 a activat în SUA, scriind pe variate domenii de cercetare cum ar fi: topologie, geometrie, logică matematică, teoria mulțimilor, algebră. 
Contribuțiile sale sunt notabile și pentru filozofie, prin studiul semanticii, mai exact prin metoda de formalizare a relațiilor dintre expresia și obiectul pe care acestea le denotă. În domeniul logicii contribuția sa majoră a fost aprofundarea adevărului în relație cu un limbaj logic formalizat.